# دویل
دویل یا دو یَل یا دوئل (فارسی:دَویل)
نام یک روستادردهستان هیر، بخش هیر، شهرستان اردبیل، استان اردبیل است. جمعیت این روستادرسال۲۰۱۷ میلادی، برابر با ۱۲۳نفر بوده است.
روستای دویل دارای طبیعت زیبا و بکر می‌باشد؛ که چشم هر گردشگری را نوازش می‌کند.
این روستای در دامنه رشته کوه‌های باغرو (تالش) قرار دارد.
در این روستا درختان میوه زیادی وجود دارد علاوه بر ان مردم بیشتر به کار کشاورزی مشغول هستند.
بازدید از این روستا به صورت رایگان برای عموم آزاد است.